# Сигнаволок
Сигна́волок (карел. Siidniemi) — упразднённая в 1957 году деревня Святозерского сельского поселения Пряжинского района Республики Карелия. Современная улица Сигнаволокская деревни Важинская Пристань.

## География
Расположена на южном берегу Святозера.

### Географическое положение
Согласно «Списку населённых мест Олонецкой губернии по сведениям за 1905 год» деревня Сиг-наволок находится на расстоянии:
- до уездного города 68 вёрст
- до волостного правления (Святозеро) 5 вёрст
- до ближайшей деревни или села 2 версты
- до отделения почты 7 вёрст
- до пароходной пристани 60 вёрст
- до школы 2 версты.

## История
До революции входило в Святозерское общество Святозерской волости Петрозаводского уезда Олонецкой губернии.
В годы Советско-финской войны (1941—1944) территория была оккупирована. Освобождена советскими войсками летом 1944 года в ходе Свирско-Петрозаводской операции.
Указом Президиума Верховного Совета Карельской АССР от 28 октября 1957 г. к Важинской Пристани были присоединены деревни Вашаково, Кара, Мельница и Сигнаволок.

## Население
Численность населения деревни в 1905 году составляла 159 человек, из них 80 мужчин и 79 женщин.

## Известные жители, уроженцы
Крестьянин деревни Сигнаволок Гуртин Фёдор Михайлович (1896—?), герой Первой мировой войны, старший унтер-офицер, был награждён военными орденами Святого Георгия 2-й, 3-й и 4-й степени.

## Инфраструктура
К 1905 году в 28 дворах 33 крестьянские семьи содержали скот: 61 лошадь, 117 коров и 65 голов прочего скота.

## Транспорт
Стоит на автодороге общего пользования регионального значения «Подъезд к п. Верхние Важины» (идентификационный номер 86 ОП РЗ 86К-263).
Остановка общественного транспорта «Сигнаволок».